# FFT-hash
Pour les articles homonymes, voir FFT.
FFT-hash est une fonction de hachage cryptographique conçue par Claus-Peter Schnorr (en) en 1991 et présentée la même année à la conférence Crypto. La fonction produit une empreinte de 128 bits grâce à deux tours. Chacun des stages est une combinaison d'une transformée rapide de Fourier  sur le groupe de Galois {\displaystyle GF(2^{16}+1)} d'où le préfixe FFT (fast fourier transform). Un tour fait également appel à une récursion. 
À la suite de la découverte de failles, Schnorr propose une version améliorée à la conférence Eurocrypt en 1992.

## Cryptanalyse
En 1991, Joan Daemen et al. découvrent une attaque probabiliste qui permet de trouver des collisions quelconques, les messages distincts ainsi produits ont une longueur de 384 bits. 
À l'Eurocrypt 92, Henri Gilbert et son équipe annoncent que la fonction a des faiblesses et qu'il est possible de trouver des collisions en une complexité moindre que le paradoxe des anniversaires. Schnorr y apporte des modifications le jour même : FFT-hash-II.
En 1992, Serge Vaudenay démontre que la deuxième version de la fonction n'est pas plus robuste qu'un hachage sur 48 bits et propose des solutions pour l'améliorer. 